# Schronisko Żarskie Pierwsze
Schronisko Żarskie Pierwsze zwane też Tunelem – schron jaskiniowy między południowymi krańcami wsi Żary i północnymi wsi Dubie w województwie małopolskim. Znajduje się w Wąwozie Żarskim w obrębie rezerwatu przyrody Dolina Racławki. Pod względem geograficznym jest to obszar Wyżyny Olkuskiej w obrębie Wyżyny Krakowsko-Częstochowskiej. W lesie zwanym Lasem Pisarskim na lewych zboczach środkowej części tego wąwozu znajduje się grupa skał, a w niej kilka jaskiń i schronisk: Jaskinia Żarska, Jaskinia Żarska Górna, Schronisko Żarskie Pierwsze, Schronisko Żarskie Drugie, Schronisko Żarskie Trzecie, Schronisko Żarskie Czwarte i Schronisko Żarskie Małe. Nad dnem wąwozu znajduje się Jaskinia bez Nazwy.

## Opis schroniska
Schronisko ma kilka otworów. Duży otwór południowy jest widoczny w skale na wysokości około 5 m nad ziemią, jako pierwszy po lewej stronie grupy skał. Jest trudno dostępny, łatwo natomiast dostać się do jeszcze większego otworu północnego, znajduje się bowiem tuż nad ziemią, na stromym zboczu. Schronisko ma postać tunelu przebijającego skałę. W jego stropie są dwa kominki; pionowy zakończony otworem przebijającym strop i pochyły, również wychodzący na powierzchnię.
Schronisko powstało w wyniku zjawisk krasowych w wapieniach skalistych pochodzących z późnej jury (oksford). Jest przewiewne i w całości oświetlone. Ma namulisko gliniasto-próchniczne z kamieniami. Brak nacieków i roślin.

## Historia odkrycia i eksploatacji
Miejscowej ludności znane było od dawna. W piśmiennictwie po raz pierwszy wymienia go Z. Ciętak w 1935 r., później Kazimierz Kowalski w 1951, a w 2008 A. Górny i M. Szelerewicz. Zmierzył go i wykonał jego plan A. Polonius w 2017 r.

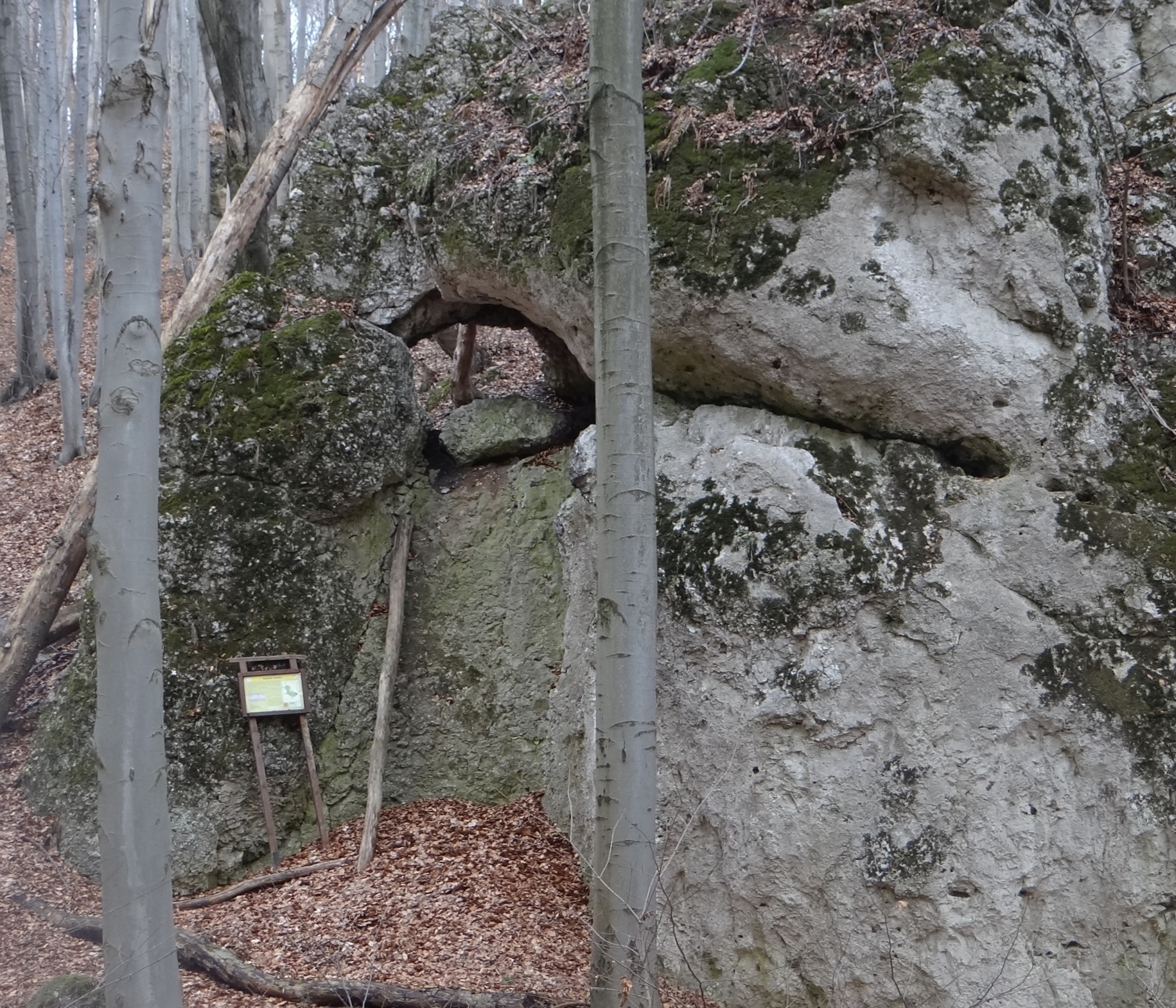
Otwór południowy
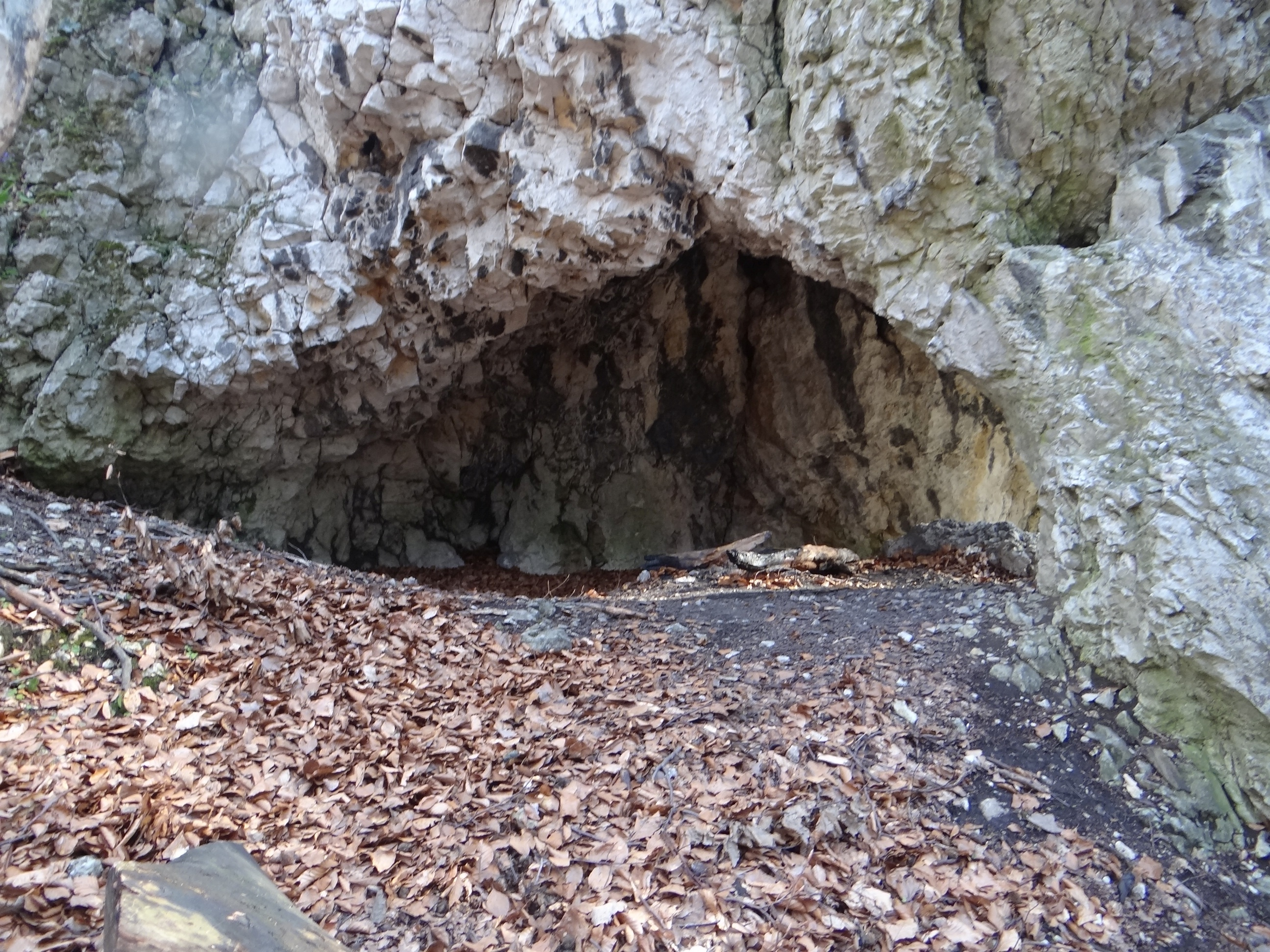
Otwór północny
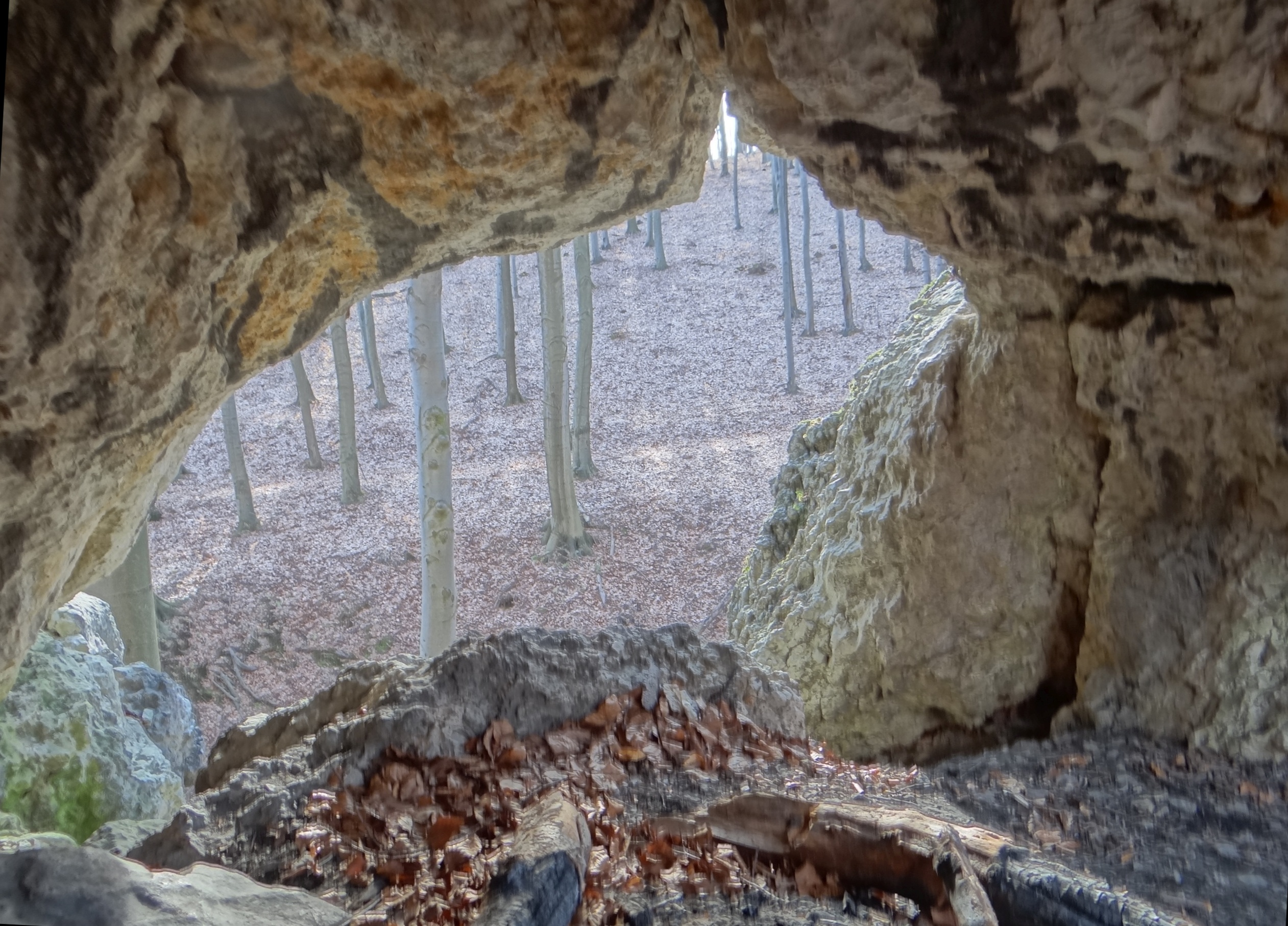
Widok z otworu południowego
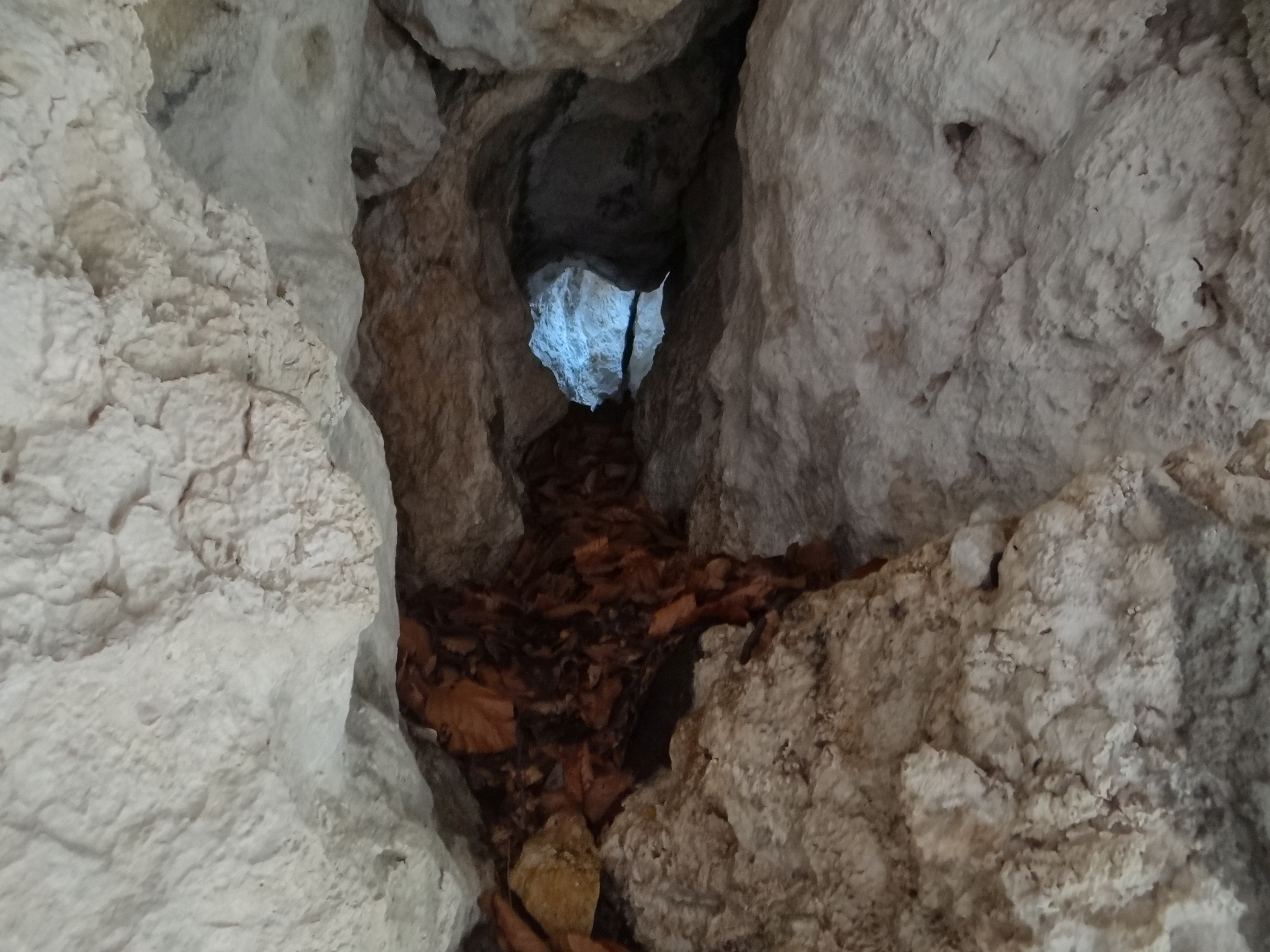
Kominek